# Indonesischer Bambushai
Der Indonesische Bambushai (Chiloscyllium hasseltii) ist ein Hai aus der Familie der Bambushaie (Hemiscylliidae).

## Merkmale
Die Art erreicht eine Länge maximal 61 Zentimeter, erwachsene Tiere messen meist zwischen 40 und 50 Zentimeter. Der Körper und Schwanz ist wie bei anderen Arten der Gattung schlank, er besitzt keine Leisten an den Körperseiten. Der Hai ist meistens gleichmäßig grau gefärbt und besitzt keine Zeichnungsmuster auf dem Körper, die Flossen können etwas dunkler schattiert sein. Bei den Jungtieren sind deutliche Sattelflecken mit dunkler Umrandung und eine dunkle Punktierung ausgebildet, die Flossen haben ebenfalls dunkle Flecken.
Das Maul liegt deutlich vor den für die Gattung recht großen Augen. Sowohl die beiden Rückenflossen wie auch die Afterflosse setzen sehr weit hinten am Körper an. Die erste Rückenflosse setzt dabei oberhalb der Mitte der Bauchflossen an und der Beginn der Afterflosse liegt weit hinter dem Ende der zweiten Rückenflosse. Der Hinterrand der Rückenflossen ist gerade bis leicht konvex.

## Verbreitung und Lebensraum
Der Indonesische Bambushai lebt im östlichen Küstengebiets des Indischen Ozeans vor Burma bis Vietnam und im indonesischen Gebiet von Sumatra bis Neuguinea. Damit schließt es sich an das Gebiet des Grauen Bambushais (C. griseus) an, mit dem er häufig verwechselt wird.
Er lebt auf dem Kontinentalschelf in Küstennähe und kommt in Tiefen bis 12 Meter vor.

## Lebensweise
Der Indonesische Bambushai ernährt sich wie verwandte Arten vor allem von wirbellosen Tieren. Die Art ist eierlegend (ovipar) und legt kleine, ovale Eier, die er an Pflanzen am Meeresboden befestigt. Die Junghaie schlüpfen mit einer Länge von 9 bis 12 Zentimeter und die Geschlechtsreife erreichen die Tiere mit einer Länge von 44 bis 54 Zentimetern.

## Verhältnis zum Menschen
Die kleinen Haie werden aufgrund ihrer geringen Größe als für den Menschen ungefährlich eingestuft. Er wird häufig von Küstenfischern als Beifang gefangen, wo er als Nahrung genutzt wird, und kann von einer Überfischung sowie von starken Veränderungen seiner Habitate in Küstennähe betroffen sein, insbesondere von der Zerstörung von Korallenriffen. Da wenig über die Lebensweise und Fortpflanzung dieses Hais bekannt ist, wird angenommen, dass er auf einen erhöhten Fischereidruck empfindlich reagiert. Die International Union for Conservation of Nature (IUCN) führt die Art entsprechend auf der Vorwarnliste („Near Threatened“) gefährdeter Arten.

## Belege
1. ↑  Chiloscyllium hasseltii in der Roten Liste gefährdeter Arten der IUCN 2020. Eingestellt von: VanderWright, W.J., Bin Ali, A., Derrick, D., Dharmadi, Fahmi, Haque, A.B., Krajangdara, T., Maung, A., Seyha, L., Vo, V.Q. & Yuneni, R.R., 2020. Abgerufen am 17. Januar 2023.